# تفايزل
تفايزل (بالفريزية الغربية: Twizel)‏ هي قرية ببلدية أختكارسبيلن بمقاطعة فرايزلاند، هولندا.